# تشاتري

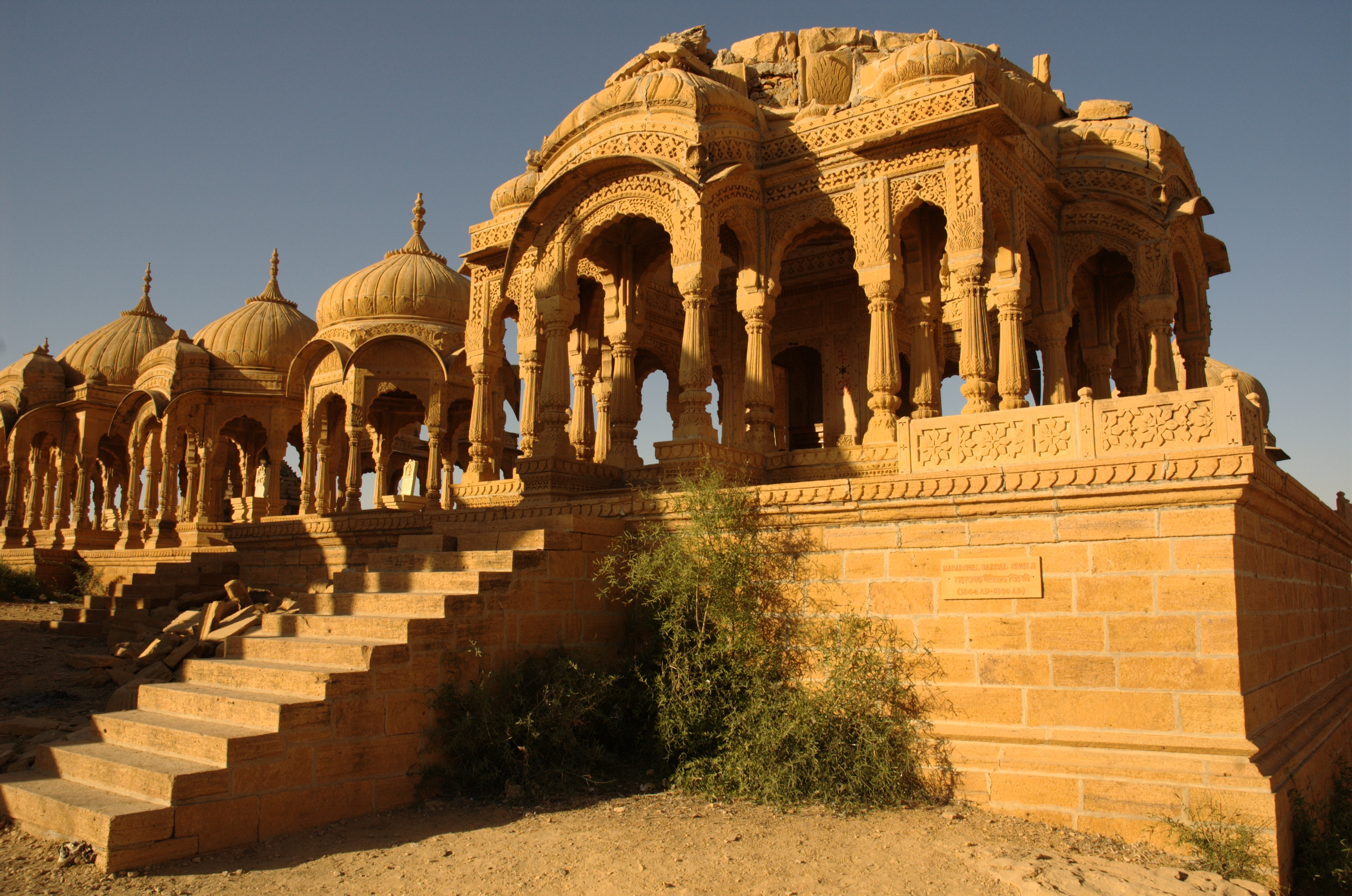
عدد من التشاتري عن قرب في بادا باغ ، راجاستان

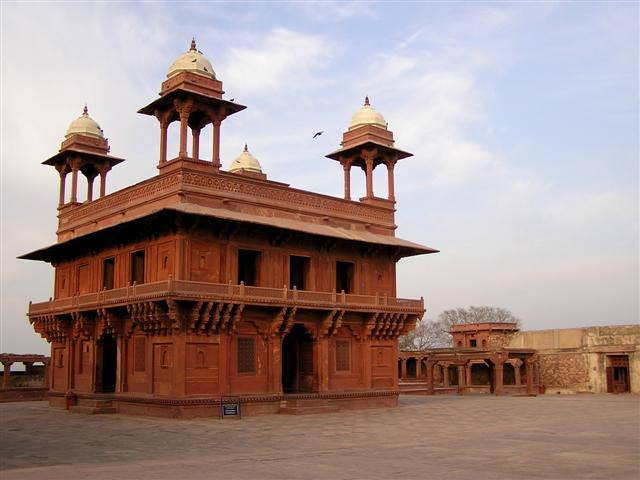
تشاتري تقع في أعلى كل زاوية من قاعة الاستقبال في مجمع قصر فاتحبور سيكري.

التشاتري هي أجنحة شبه مفتوحة، مرتفعة على شكل قبة، وتُستخدم كعنصر معماري في العمارة الهندية الإسلامية والعمارة الهندية بشكل عام. غالبًا ما تكون ذات شكل مربع أو مثمن أو دائري [2].
نشأت التشاتري كمظلة فوق المزار، وكانت تُستخدم في المقام الأول كعناصر زخرفية بدلاً من أن تكون ذات وظيفة عملية. [1] [2] وتعد أقدم الأمثلة على استخدام الشاتري في شبه القارة الهندية هي في ضريح إبراهيم في بهادريسوار، الذي بُني بين عامي 1159 و1175م. 
يُعد التشاتري عنصرًا مميزًا في العمارة المغولية، حيث تظهر أمثلة بارزة له في معالم تاريخية مثل َضريح همايون في دلهي وتاج محل في أغرة. كما أضافت سلطنة برار في منطقة الدكن التشاتري إلى المباني الواقعة في عواصمها المختلفة. [2] بالإضافة إلى ذلك، تم استخدام التشاتري في ولاية راجستان وأجزاء أخرى من شبه القارة الهندية من قِبَل الحكام المسلمين والهندوس
تُستخدم التشاتري أساسًا لتجميل وإبراز خطوط الأفق، مما يُعد جانبًا مهمًا في العمارة الراجاستانية.[2] على سبيل المثال، يمكن إضافتها إلى أسطح المباني، كما يُمكن تصميم تشاتري بحجم أكبر لاستخدامها كنُصب تذكارية. وعلى الرغم من انتشارها في مناطق عدة، فإن أصول التشاتري تعود إلى راجستان. في منطقة شيخواتي، قد يختلف تصميم التشاتري من هيكل بسيط يتكون من قبة واحدة مرتفعة على أربعة أعمدة إلى مبنى معقد يحتوي على عدة قباب وطابق سفلي يضم غرفًا متعددة. في بعض المناطق، يُزيَّن الجزء الداخلي من التشاتري بأسلوب فني مشابه للطريقة المستخدمة في تزيين قصور "هافيلي" المحلية.

## في راجاستان
العديد من التشاتري توجد في مناطق أخرى من ولاية راجاستان. وتشمل ما يلي:
- جايبور - نصب غايتور التذكاري لمهراجا جايبور . تقع مقابر حكام جايبور السابقين في واد ضيق، وتتكون من نصب تذكارية على شكل تشاتري أو مظلة نموذجية إلى حد ما. يعد التشاتري لساواي جاي سينغ الثاني جديرًا بالملاحظة بشكل خاص بسبب المنحوتات التي تم استخدامها لتزيينه.
- جودبور - جاسوانت ثادا ، شاتري الرخام الأبيض للمهراجا جاسوانت سينغ الثاني . تعتبر البنشكندا كي تشاتري في ماندور مجموعة من التشاتري التي تم بناؤها على أراضي حرق الجثث المبكرة للعائلة المالكة ماروار.
- بهاراتبور - تم تشييده النصب التذكارية لأفراد عائلة جات المالكة من بهاراتبور، الذين لقوا حتفهم أثناء القتال ضد البريطانيين في عام 1825، في مدينة جوفاردان . يحتوي تشاتري مهراجا سوراج مال من بهاراتبور على لوحات جدارية رائعة تسلط الضوء على حياة سوراج مال، وتصور بشكل واضح مشاهد الداربار والصيد والمواكب الملكية والحروب.
- أودايبور - تتميز جزيرة بحيرة بيكولا ، المحاطة بصف من الأفيال الحجرية الضخمة، بوجود تشاتري مثير للإعجاب منحوت من الحجر الرمادي الأزرق، بناه ماهارانا جاغات سينغ.
- هالديغاتي - يوجد هنا تشاتري ذو أعمدة من الرخام الأبيض، مخصص لرانا براتاب . تشيتاك سمارك ، النصب التذكاري المخصص لشيتاك ، حصان رنا براتاب الشهير، جدير بالملاحظة أيضًا.
- ألوار - موسي ماهاراني كي تشاتري هو نصب تذكاري جميل من الحجر الرملي الأحمر والرخام الأبيض لحكام ألوار.
- بوندي - سوراج تشاتري وموردي كي تشاتري وتشوراسي خامبون كي تشاتري وبوندي وناث جي كي تشاتري موجودون في بوندي. راني شيام كوماري زوجة رجا شاتراسال على التل الشمالي شيدت سوراج تشاتري ومايوري الزوجة الثانية لتشاتراسال على التل الجنوبي الذي أقيم موردي كي تشاتري.
- جيسالمير - بادا باغ ، مجمع يضم عجج من التشاتري جاي سينغ الثاني (توفي عام 1743) والمهراجا اللاحقين لجيسالمير.
- بيكانير - ديفي كوند بالقرب من بيكانير هو مكان حرق الجثث الملكية مع عدد من المقابر. تشاتري مهراجا سورات سينغ هو الأكثر إثارة للإعجاب. يحتوي على لوحات راجبوتية مذهلة على الأسقف.
- رامجره - سيث رام جوبال بودار تشاتري
- ناجور - ناث جي كي تشاتري، عمار سينغ راثور كي تشاتري

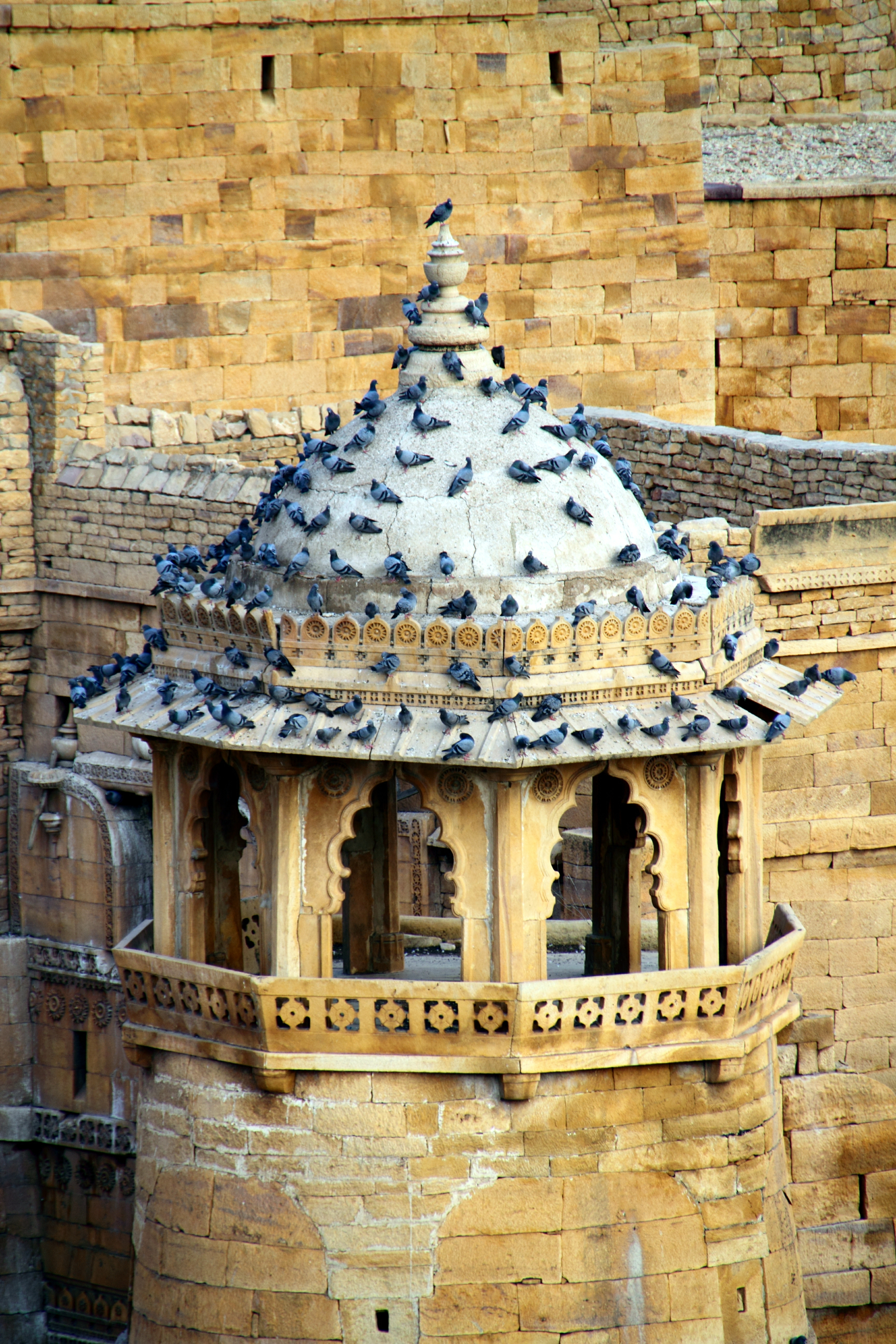
تشاتري من القرن الثاني عشر، جايسالمير
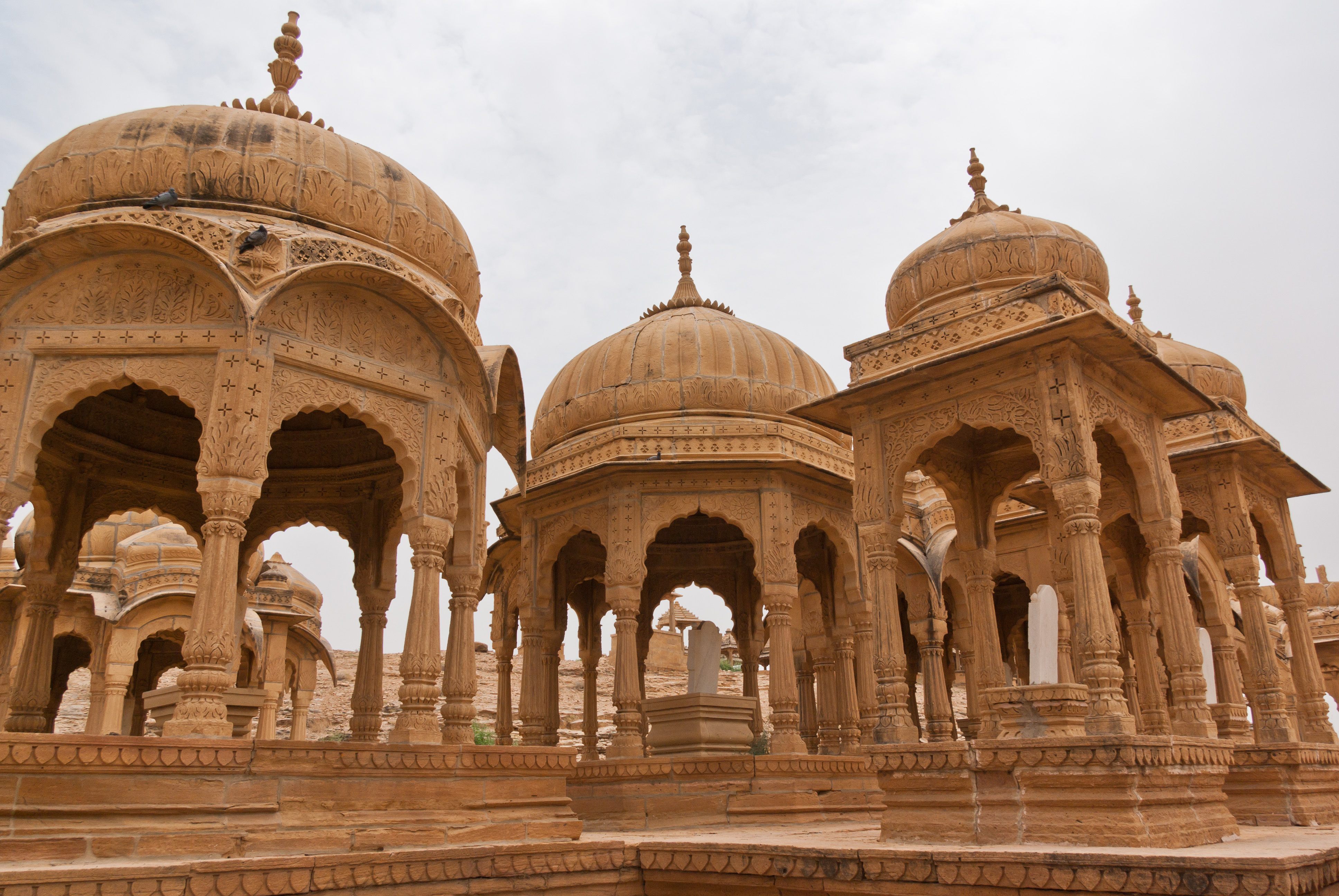
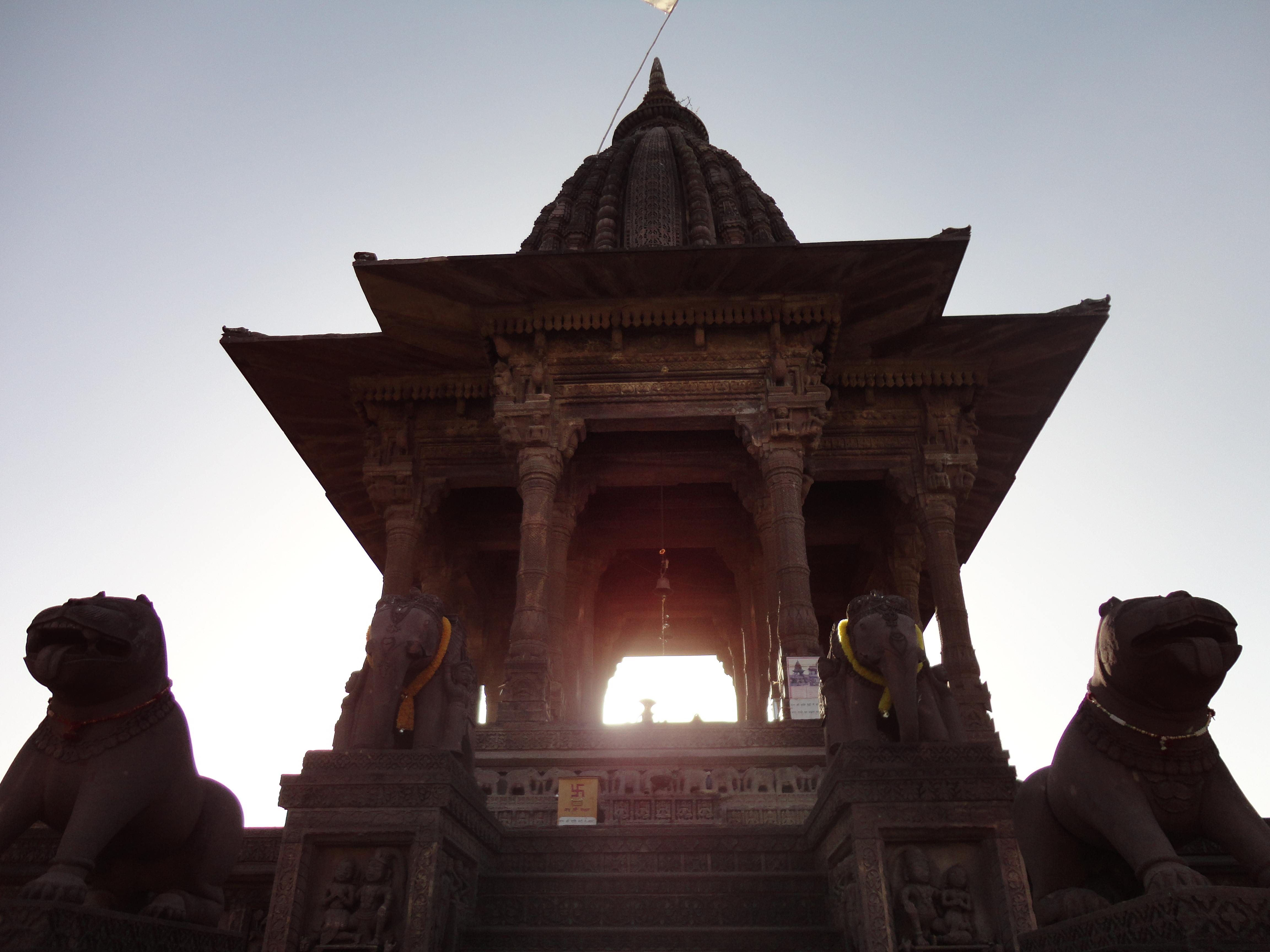
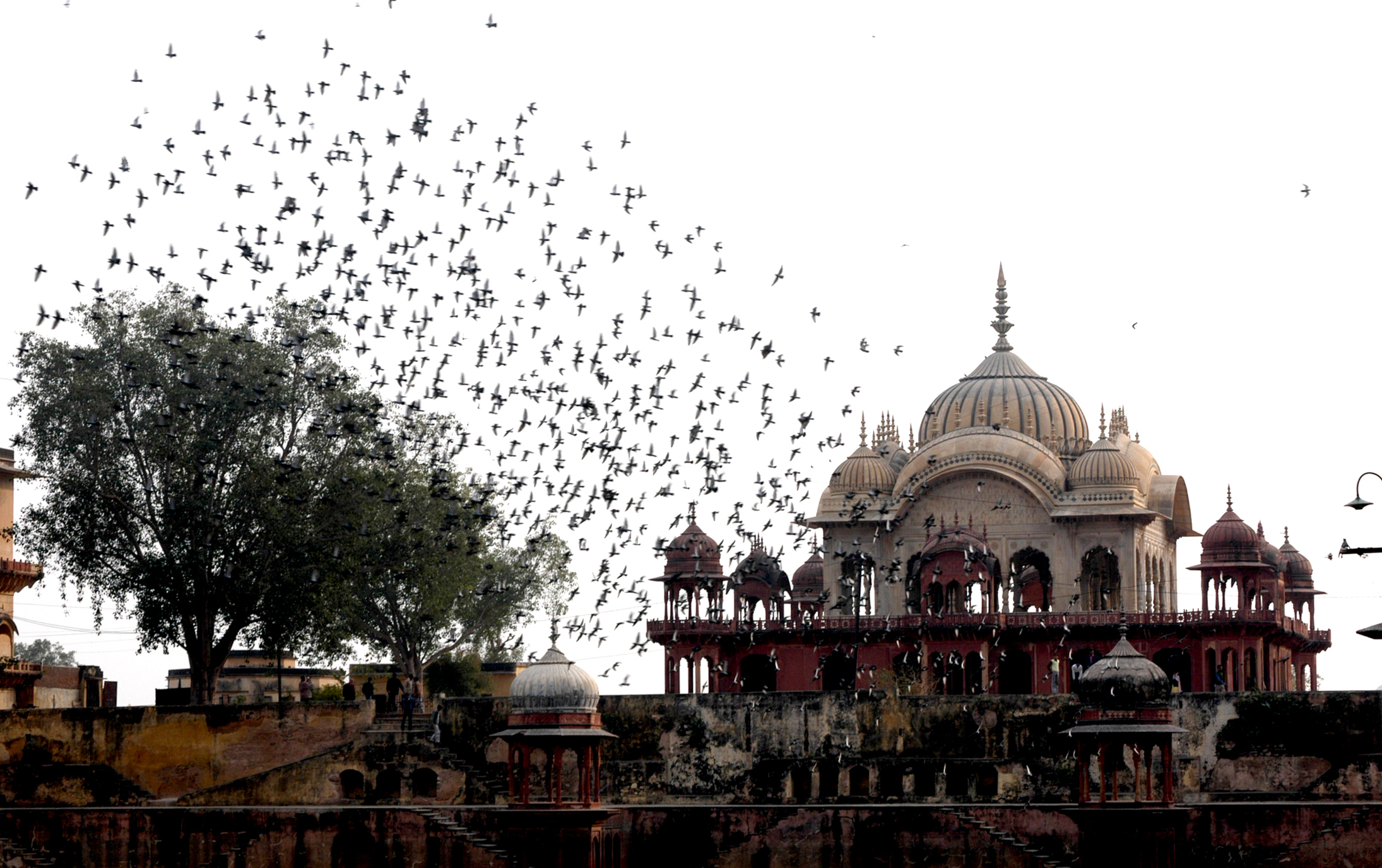
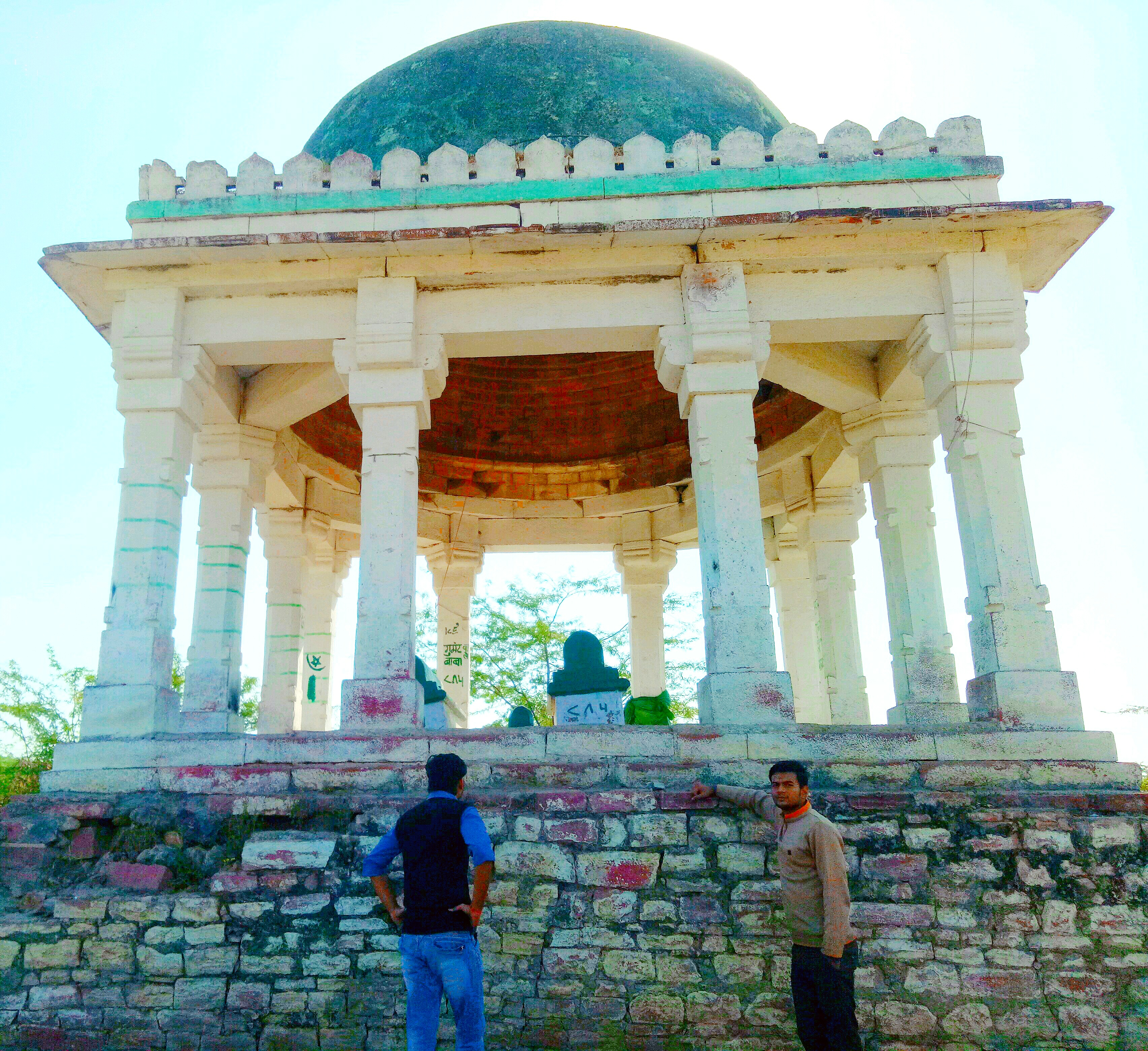

### في شيخواتي
تتواجد بعض أشهر تشاتري في منطقة شيخواتي في ولاية راجاستان في المدن والبلدات التالية:
- رامجره - رام جوبال بودار تشاتري
- لاكسمانجاره - تشوريوالا كي تشاتري
- بيساو - راج كي تشاتري من شيخاوات ثاكور
- بارسورامبورا - تشاتري ثاكور ساردول سينغ شيخاوات
- Jhunjhunu - تشاتري حكام شيخاوات
- دندلوود – تشاتري الجميلة لرام دوت جوينكا
- موكونجاره - شيفدوتا غانيريوالا تشاتري
- تشورو – تاكنيت تشاتري
- ماهنسار - ساهاج رام بودار تشاتري
- أودايبورواتي – جوكي داس شاه كي تشاتري
- فاتحبور – جاغان ناث سينغانيا شاتري

## في ماديا براديش

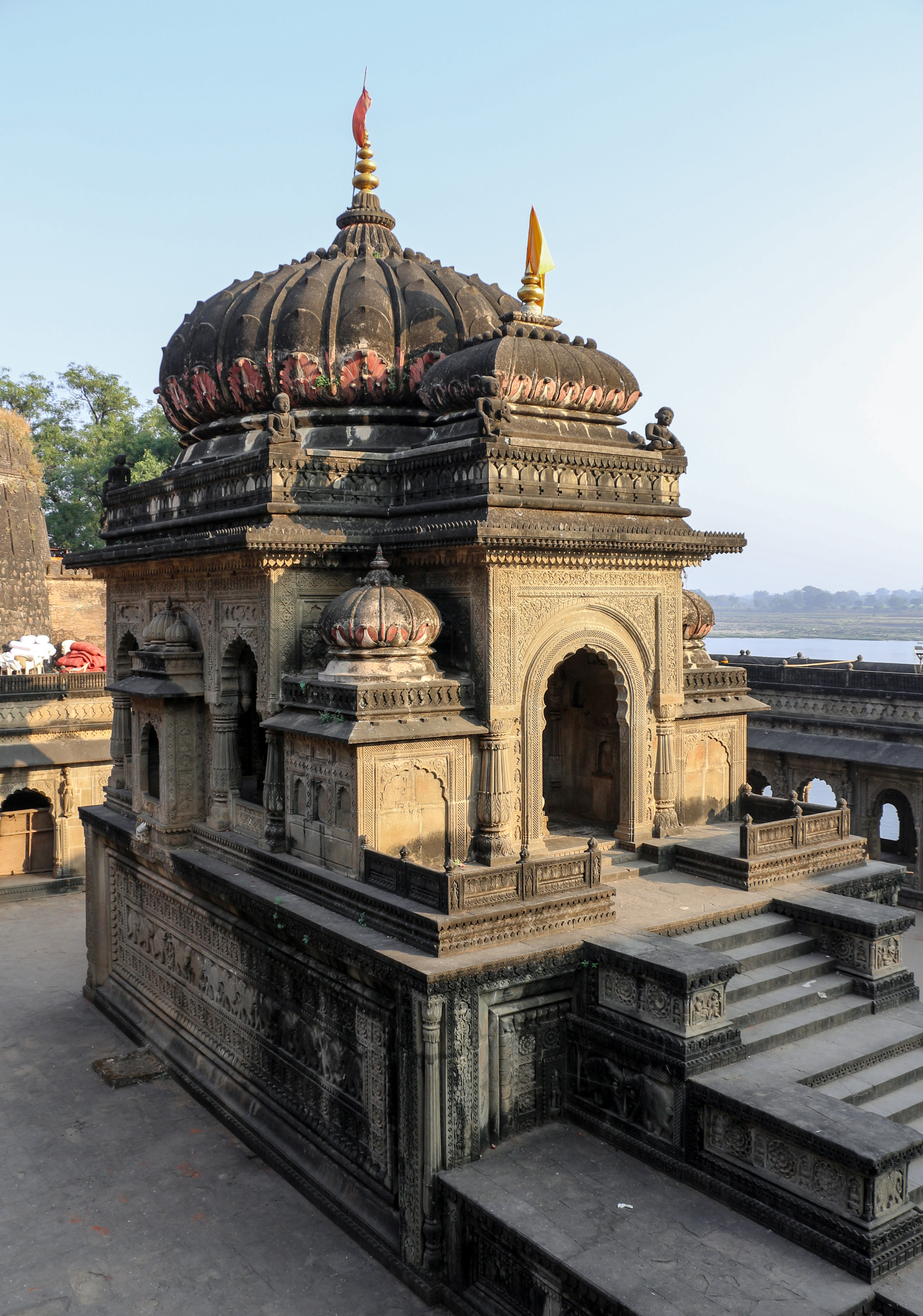
تشاتري فيثوجي في ماهيشوار.

تعد منطقة ماديا براديش موقعًا للعديد من تشاتري الأخرى البارزة لحكام المراثا المشهورين:
- شوجالبور - قبر رانوجي سينديا ، مؤسس سلالة سينديا. يقع في رانوغانج، شوجالبور إلى طريق أكوديا .
- شيفبوري – تشاتري رخامي مزخرف بشكل معقد أقامه حكام سينديا في شيفبوري.
- جواليور - شريماتي بالاباي مهراج لادوجيراو شيتول تشاتري
- جواليور - راجراجندرا رامشاندرارو نارسينغ شيتول وزوجته جونوانتياراجي رامشاندراو شيتول (أميرة جواليور) تشاتري
- Orchha – تشاتري متقن للملوك الهندوس المحليين
- جوهاد - قام حكام جات في جوهاد ببناء تشاتري مهراجا بهيم سينغ رانا على حصن جواليور.
- إندور وماهشوار – تشاتري حكام هولكار .
- ألامبور - قام ماهاراني أهيليا باي هولكار ببناء تشاتري مالهار راو هولكار في ألامبور في منطقة بهيند عام 1766.

|  |  |  |  |  |

## الهندسة المعمارية المغولية

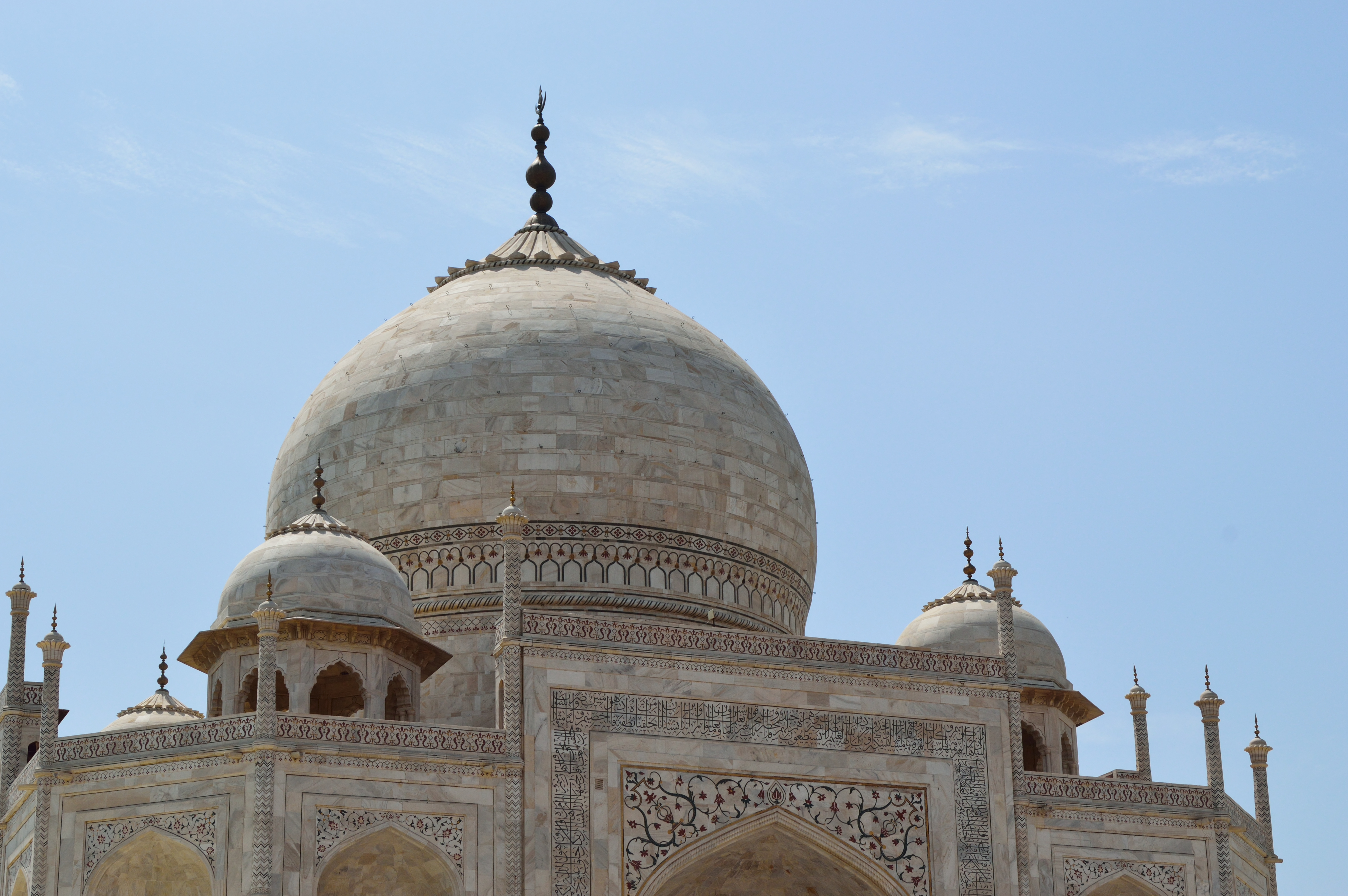
أبراج شاتري على شكل قبة في تاج محل.

كانت تشاتري من السمات المميزة للعديد من مباني العمارة المغولية :
- يحتوي تاج محل على أربعة من الشاتري تحيط بالقبة الرئيسية
- يوجد في قبر همايون العديد من التشاتري بالقرب من القبة.
- يتوج بانش محل في فاتحبور سيكري بتشاتري مقبب يطل على منطقة الرجال. [2]

## في كوتش

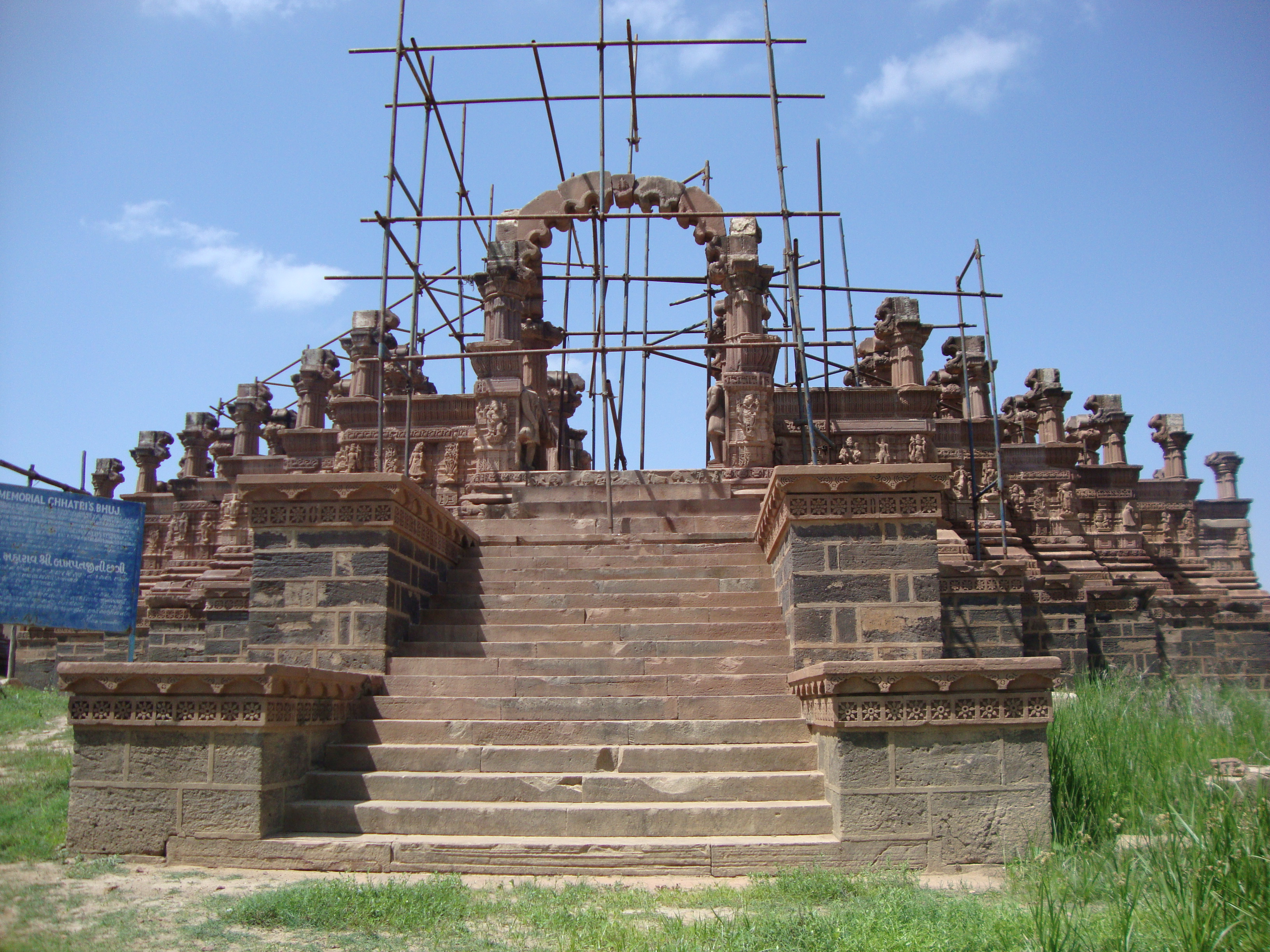
راو لاخاجي تشاتري بهوج

يمكن أيضًا العثور على تشاتري في ضواحي مدينة بوج والتي تنتمي بشكل أساسي إلى حكام جاديجا في كوتش. تشتهر تشاتري راو لاخباتجي بتصميماتها ومنحوتاتها المعقدة. وقد تم تدمير معظمها في زلزال غوجارات عام 2001 . أعمال الترميم مستمرة.

## خارج الهند

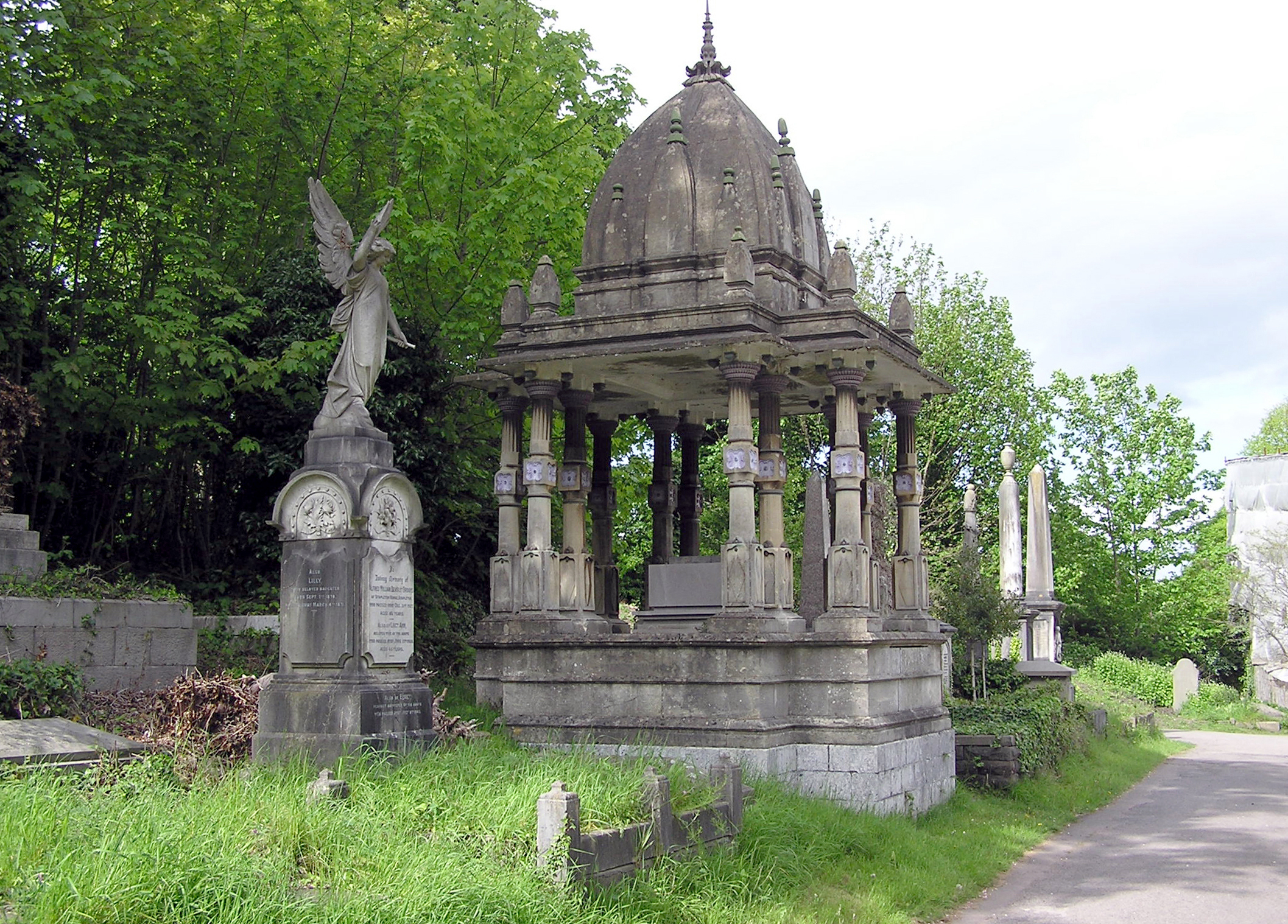
تشاتري رام موهان روي في مقبرة أرنوس فالي ، بريستول، إنجلترا

هناك تشاتريتان بارزتان في المملكة المتحدة ، وهي دولة لها روابط تاريخية قوية مع الهند. أحدها هو نصب تذكاري في برايتون ، مخصص للجنود الهنود الذين لقوا حتفهم في الحرب العالمية الأولى .
والآخر يقع في مقبرة أرنوس فالي بالقرب من بريستول وهو نصب تذكاري للمصلح الهندي المتميز راجا رام موهان روي ، الذي توفي في تلك المدينة.

## روابط خارجية
- قاموس ArchNet للعمارة الإسلامية: Chatri
- صور من جامعة كولومبيا القديمة